# Ilex colombiana
Ilex colombiana är en järneksväxtart som beskrevs av José Cuatrecasas. Ilex colombiana ingår i släktet järnekar, och familjen järneksväxter. Inga underarter finns listade i Catalogue of Life.